# Lista de municípios de Mato Grosso do Sul por PIB per capita (2011)
Este anexo contém uma lista de Produto Interno Bruto per capita (PIB pib per capita) municipais de Mato Grosso do Sul. A lista é ocupada pelos municípios sul-mato-grossenses em relação ao Produto Interno Bruto per capita (PIB per capita) a preços correntes em 2011, segundo o Instituto Brasileiro de Geografia e Estatística (IBGE). O Mato Grosso do Sul é um das 27 unidades federativas do Brasil dividido em 79 municípios. Em 2011 os seis maiores PIBs per capita estão acima de 30 mil reais. Abaixo a relação de todos os Pibs per capita municipais de Mato Grosso do Sul:

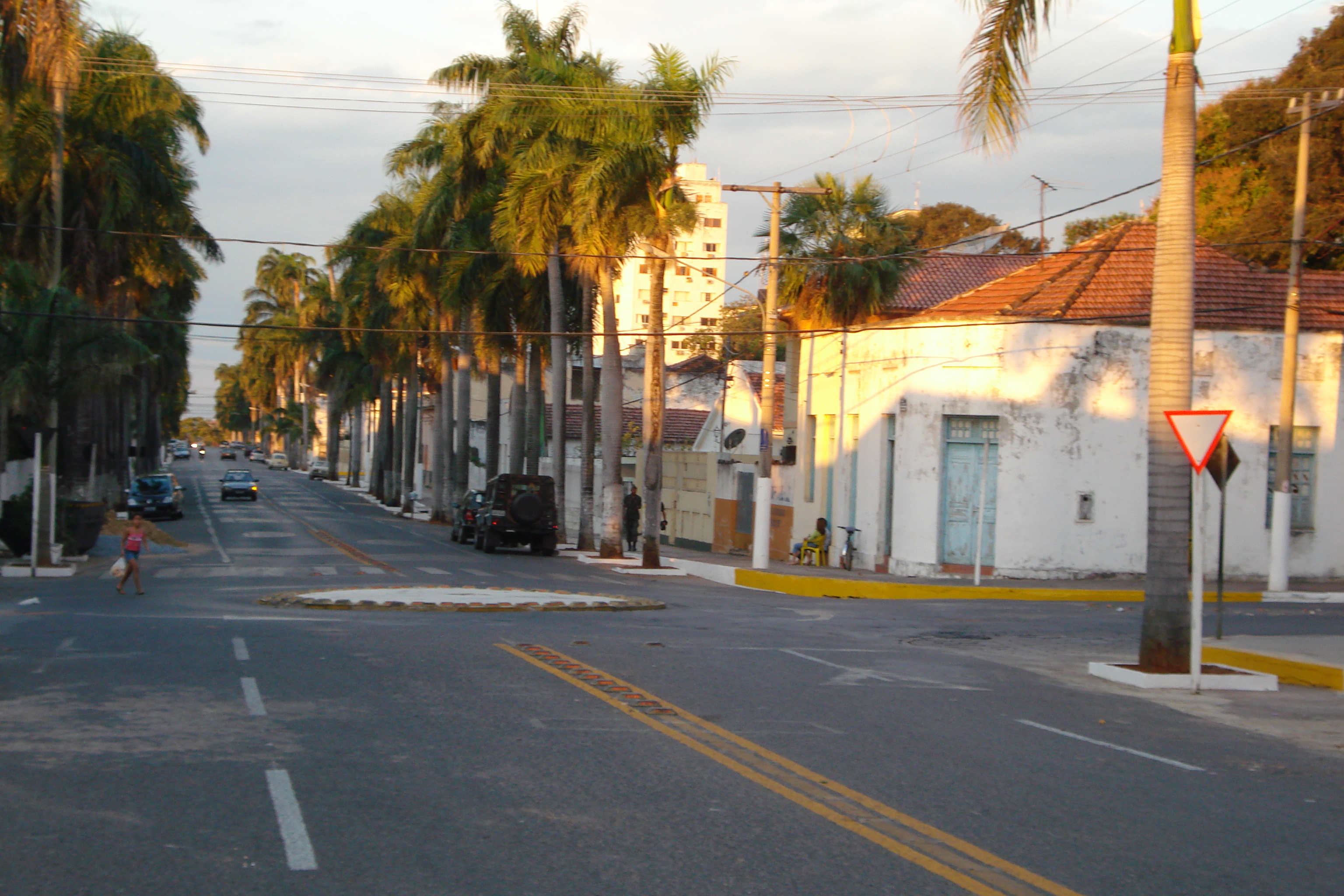
, segunda colocada

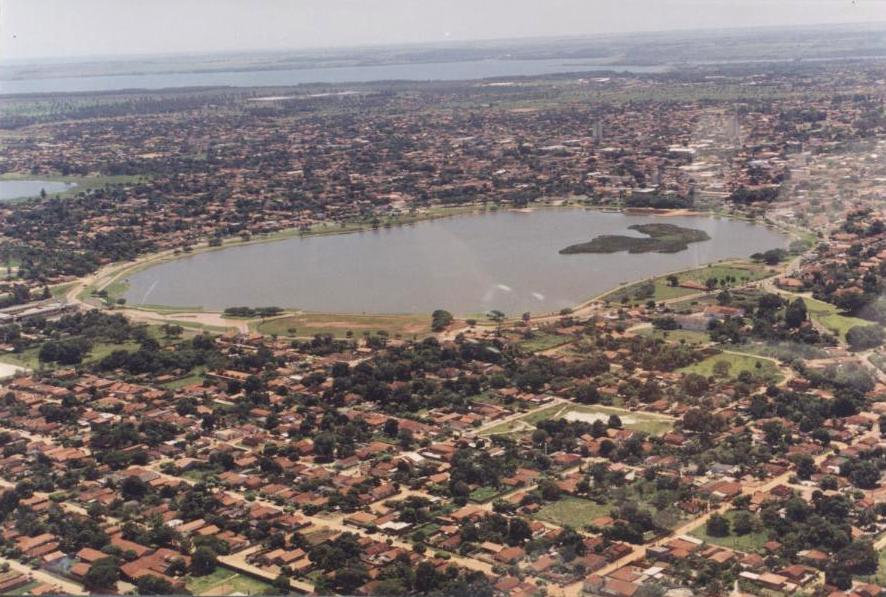
, sexta colocada

| Posição | Município                | PIB per capita (R$) |
| ------- | ------------------------ | ------------------- |
| 1       | Chapadão do Sul          | 40 105,80           |
| 2       | Corumbá                  | 34 536,99           |
| 3       | Costa Rica               | 32 632,41           |
| 4       | São Gabriel do Oeste     | 31 381,79           |
| 5       | Laguna Carapã            | 30 223,55           |
| 6       | Três Lagoas              | 30 122,10           |
| 7       | Maracaju                 | 29 037,25           |
| 8       | Rio Brilhante            | 27 474,09           |
| 9       | Água Clara               | 26 965,91           |
| 10      | Antônio João             | 26 577,71           |
| 11      | Bataguassu               | 26 122,33           |
| 12      | Caarapó                  | 25 398,63           |
| 13      | Nova Alvorada do Sul     | 23 860,42           |
| 14      | Alcinópolis              | 23 529,36           |
| 15      | Aral Moreira             | 23 220,05           |
| 16      | Aparecida do Taboado     | 22 734,00           |
| 17      | Angélica                 | 21 877,95           |
| 18      | Dourados                 | 21 862,23           |
| 19      | Batayporã                | 21 825,29           |
| 20      | Ribas do Rio Pardo       | 21 777,02           |
| 21      | Jateí                    | 21 725,26           |
| 22      | Nova Andradina           | 21 051,44           |
| 23      | Bodoquena                | 20 217,95           |
|         | Mato Grosso do Sul       | 19 875,45           |
| 24      | Brasilândia              | 19 781,63           |
| 25      | Campo Grande             | 19 745,42           |
| 26      | Inocência                | 19 655,14           |
| 27      | Naviraí                  | 19 627,56           |
| 28      | Rochedo                  | 19 463,42           |
| 29      | Santa Rita do Pardo      | 19 291,60           |
| 30      | Figueirão                | 19 137,41           |
| 31      | Taquarussu               | 19 087,70           |
| 32      | Sonora                   | 18 671,65           |
| 33      | Itaporã                  | 17 979,71           |
| 34      | Camapuã                  | 17 518,06           |
| 35      | Sidrolândia              | 17 419,89           |
| 36      | Cassilândia              | 17 343,98           |
| 37      | Selvíria                 | 17 192,66           |
| 38      | Bandeirantes             | 16 883,04           |
| 39      | Pedro Gomes              | 16 515,92           |
| 40      | Paranaíba                | 16 208,53           |
| 41      | Juti                     | 16 070,73           |
| 42      | Itaquiraí                | 15 824,53           |
| 43      | Coxim                    | 15 488,38           |
| 44      | Eldorado                 | 15 260,09           |
| 45      | Iguatemi                 | 15 188,65           |
| 46      | Vicentina                | 15 035,25           |
| 47      | Porto Murtinho           | 15 019,61           |
| 48      | Ponta Porã               | 14 860,18           |
| 49      | Mundo Novo               | 14 635,92           |
| 50      | Anaurilândia             | 14 589,45           |
| 51      | Caracol                  | 14 459,97           |
| 52      | Novo Horizonte do Sul    | 14 124,85           |
| 53      | Jaraguari                | 13 993,73           |
| 54      | Corguinho                | 13 977,26           |
| 55      | Ivinhema                 | 13 612,59           |
| 56      | Terenos                  | 13 609,88           |
| 57      | Rio Verde de Mato Grosso | 13 122,71           |
| 58      | Nioaque                  | 13 039,93           |
| 59      | Bonito                   | 12 854,89           |
| 60      | Fátima do Sul            | 12 723,34           |
| 61      | Amambai                  | 12 036,24           |
| 62      | Douradina                | 11 952,34           |
| 63      | Bela Vista               | 11 849,20           |
| 64      | Rio Negro                | 11 784,96           |
| 65      | Deodápolis               | 11 597,10           |
| 66      | Aquidauana               | 11 560,20           |
| 67      | Glória de Dourados       | 11 482,74           |
| 68      | Tacuru                   | 11 456,83           |
| 69      | Jardim                   | 11 439,15           |
| 70      | Guia Lopes da Laguna     | 11 435,60           |
| 71      | Dois Irmãos do Buriti    | 11 313,57           |
| 72      | Sete Quedas              | 10 718,04           |
| 73      | Miranda                  | 10 177,60           |
| 74      | Anastácio                | 9 311,92            |
| 75      | Coronel Sapucaia         | 7 906,32            |
| 76      | Ladário                  | 7 583,69            |
| 77      | Paranhos                 | 7 468,78            |
| 78      | Japorã                   | 6 494,63            |
| —       | Paraíso das Águas        | —                   |